# Stálé zastoupení České republiky při Evropské unii
Stálé zastoupení České republiky při Evropské unii (Permanent Representation of the Czech Republic to the European Union) je diplomatická mise se sídlem v Bruselu, která zastupuje Českou republiku v Evropské unii. 
Mise plní funkce vyplývající z mezinárodních smluv, na jejichž základě je ČR členem EU. Je řízena Ministerstvem zahraničních věcí ČR. Jedná se o vůbec největší českou diplomatickou misi.
Mise České republiky při Evropských společenstvích v Bruselu vznikla 1. ledna 1993 a ve své činnosti navazovala na činnost bývalé československé mise, která byla ustavena k 15. 3. 1989. Dnem vstupu České republiky do Evropské unie se změnil název Mise na Stálé zastoupení České republiky při Evropské unii. 
Základním úkolem Stálého zastoupení je 
- hájit a zastávat zájmy České republiky v Evropské unii
- koordinovat politiku unijní s politikou národní
- zabezpečovat komunikaci mezi orgány státní správy ČR a institucemi Evropské unie.
- zastupovat ČR v pracovních skupinách – asi sedmdesát diplomatů, resp. expertů Zastoupení, se zároveň účastní práce nejrůznějších pracovních orgánů EU, jako jsou například pracovní skupiny v rámci Rady či výbory Komise apod.
- Velvyslanec České republiky při Evropské unii a jeho zástupce reprezentují české zájmy ve Výboru stálých zástupců EU (COREPER).
- Diplomaté spolu s dalšími pracovníky Zastoupení také asistují delegacím z České republiky (členům vlády a parlamentu, zástupcům státní správy a samosprávy) při jejich jednáních v Bruselu, Štrasburku či Lucemburku.
- Zastoupení rovněž podává doporučení, stanoviska a názory ke specializovaným otázkám či dokumentům, které se v rámci Evropské unie rodí a projednávají.

Stálé zastoupení monitoruje a analyzuje vývoj jednotlivých politik EU a informuje o něm Ministerstvo zahraničních věcí ČR a další státní instituce České republiky, především místopředsedu vlády pro evropské záležitosti, zasílá jim příslušnou dokumentaci a komentáře. Stálé zastoupení plní převážně úlohu „komunikační a interaktivní“ mezi Českou republikou a Evropskou unií. Instrukce, jak má Stálé zastoupení v té či oné oblasti postupovat, jaké stanovisko zastávat, jaký postoj zaujmout či jak hlasovat, přicházejí vždy z jednotlivých úřadů české státní správy, při jednáních na nejvyšší úrovni pak z meziministerského výboru pro Evropskou unii či přímo z rozhodnutí vlády České republiky. 
Stálé zastoupení také zajišťuje kompletní servis návštěvám českých představitelů. Diplomaté SZ jsou pak součástí delegací členů vlády na jednáních v Bruselu.

## Seznam velvyslanců České republiky při Evropské unii
| Č.  | Velvyslanec                 | Fotografie | Ve funkci                       |
| --- | --------------------------- | ---------- | ------------------------------- |
| 1.  | Karel Lukáš                 |            | leden 1993                      |
| —   | Pavel Telička (zastupující) |            | leden 1993 – 15. října 1993     |
| 2.  | Josef Kreuter               |            | 15. října 1993 – březen 2000    |
| 3.  | Libor Sečka                 |            | březen 2000 – 2002              |
| 4.  | Pavel Telička               |            | 17. ledna 2003 – 30. dubna 2004 |
| 5.  | Jan Kohout                  |            | 19. května 2004 – 2. ledna 2008 |
| 6.  | Milena Vicenová             |            | 7. ledna 2008 – 2. září 2012    |
| 7.  | Martin Povejšil             |            | 3. září 2012 – září 2018        |
| 8.  | Jakub Dürr                  |            | září 2018 – 30. září 2020       |
| 9.  | Edita Hrdá                  |            | 1. října 2020 – 31. ledna 2025  |
| 10. | Vladimír Bärtl              |            | od 1. února 2025                |